# Tomi Joutsen
Tomi Joutsen (Lohja, 30 aprile 1975) è un cantante finlandese, membro del gruppo folk/death metal Amorphis.
È entrato nel gruppo nel 2005 in sostituzione di Pasi Koskinen. Canta anche nei Sinisthra ed è l'ex cantante dei The Candles Burning Blue. Nel 2017 forma gli Hallatar assieme al chitarrista Juha Raivio (Swallow the sun, Trees of eternity) e il batterista Gas Lipstick (ex-HIM).

## Discografia

### Amorphis
- 2006 - Eclipse
- 2007 - Silent Waters
- 2009 - Skyforger
- 2010 - Magic & Mayhem - Tales From The Early Years
- 2011 - The Beginning of Times
- 2013 - Circle
- 2015 - Under the Red Cloud
- 2018 - Queen of Time

### Sinisthra
- 2002 - Softly Whispering Mountains to Gravel EP
- 2004 - Empty Banalities Adorned with Dashing Eloquence EP
- 2005 - Last of the Stories of Long Past Glories

### The Candles Burning Blue
- 2000 - Alive Among The Dead	(live)
- 2001 - Pearls Given To The Swine

### Hallatar
- 2017 - No Stars Upon the Bridge